# Le più belle canzoni (Pierangelo Bertoli)
Le più belle canzoni è un album raccolta di Pierangelo Bertoli, pubblicato nel 2000.

## Tracce
1. A muso duro - 4:42
2. Certi momenti - 4:41
3. Eppure soffia - 2:49
4. I miei pensieri sono tutti lì - 4:25
5. Varsavia - 5:07
6. Cent'anni di meno - 3:50
7. Il centro del fiume - 4:29
8. Pescatore - 4:10
9. Per dirti t'amo - 3:05
10. Voglia di libertà - 3:44
11. Alete e al Ragasol - 2:39
12. Bartali - 2:56
13. Chi sa perché - 4:22
14. Caccia alla volpe - 4:44
15. Leggenda antica - 3:58
16. Vedrai, vedrai - 3:52
17. Sogni di rock'n roll - 4:34